# مرحلة خروج المغلوب في دوري أبطال إفريقيا 2023–24
بدأت مرحلة خروج المغلوب في دوري أبطال إفريقيا 2023–24 في 29 مارس مع ربع النهائي وانتهت في 25 مايو 2024 مع النهائي لتحديد بطل دوري أبطال إفريقيا 2023–24. نافست ثمانية فرق في مرحلة خروج المغلوب.
الأوقات بالتوقيت المحلي.

## مواعيد الجولة والسحب
كان الجدول الزمني على النحو التالي.
| الدور       | تاريخ السحب  | مباراة الذهاب    | مباراة الإياب    |
| ----------- | ------------ | ---------------- | ---------------- |
| ربع النهائي | 12 مارس 2024 | 29–30 مارس 2024  | 5–6 أبريل 2024   |
| نصف النهائي | 12 مارس 2024 | 19–20 أبريل 2024 | 26–27 أبريل 2024 |
| النهائي     | 12 مارس 2024 | 18 مايو 2024     | 25 مايو 2024     |

## الشكل
تم لعب كل مباراة في مرحلة خروج المغلوب على مباراتين، حيث لعب كل فريق مباراة واحدة على أرضه. الفريق الذي سجل أكثر أهداف في مجموع المباراتين تأهل إلى الدور التالي. إذا كانت النتيجة الإجمالية متساوية ، تم تطبيق قانون أهداف خارج الديار، أي أن الفريق الذي سجل أكثر أهداف خارج أرضه خلال مباراتي الذهاب والإياب سيتأهل. إذا كانت الأهداف خارج الأرض متساوية أيضا، فلم يتم لعب وقت إضافي وتم تحديد الفائز من خلال ركلات الترجيح (اللوائح الثالثة 26 و 27).

آلية السحب لكل جولة كانت على النحو التالي:
- في قرعة ربع النهائي، تم تصنيف المتصدرين بالمجموعات الأربعة، وكان وصيف المجموعات الأربع غير مصنف. تم سحب الفرق المصنفة ضد الفرق غير المصنفة، مع استضافة الفرق المصنفة مباراة الإياب. لا يمكن سحب الفرق من نفس المجموعة ضد بعضها البعض، بينما يمكن سحب الفرق من نفس الاتحاد ضد بعضها البعض
- في قرعة الدور نصف النهائي، لم يكن هناك تصنيف، ويمكن سحب الفرق من نفس المجموعة أو نفس الاتحاد ضد بعضها البعض. نظرا لأن قرعة ربع النهائي ونصف النهائي أقيمت معا قبل لعب ربع النهائي، فلم تعرف هوية الفائزين في ربع النهائي في وقت قرعة نصف النهائي.

## الفرق المتأهلة
شملت مرحلة خروج المغلوب الفرق الثمانية التي تأهلت كمتصدرة ووصيفة لكل مجموعة من المجموعات الأربع في مرحلة المجموعات.

| المجموعة | المتصدر           | الوصيف        |
| -------- | ----------------- | ------------- |
| الأولى   | ماميلودي صن داونز | تي بي مازيمبي |
| الثانية  | أسيك ميموزا       | سيمبا         |
| الثالثة  | بترو إتليتيكو     | الترجي        |
| الرابعة  | الأهلي            | يانغ أفريكانز |

## المسار
تم تحديد مسار مرحلة خروج المغلوب على النحو التالي:
| الدور       | المباريات |
| ----------- | --- |
| ربع النهائي | (استضاف المتصدر في المجموعة مباراة الإياب، وتم تحديد المباريات عن طريق القرعة، ولا يمكن للفرق من نفس المجموعة مواجهة بعضها البعض) - ربع نهائي1 - ربع نهائي2 - ربع نهائي3 - ربع نهائي4 |
| نصف النهائي | (المباريات وترتيب المسار التي يتم تحديدها عن طريق القرعة، بين الفائزين ربع نهائي1 و ربع نهائي2 و ربع نهائي3 و ربع نهائي4) - نصف نهائي1 - نصف نهائي2                                   |
| النهائي     | تواجه الفائزان نصف نهائي1 و نصف نهائي2 بعضهما البعض في مبارايتين لتحديد البطل |

تم تحديد المسار بعد قرعة مرحلة خروج المغلوب (ربع النهائي ونصف النهائي)، والتي أقيمت في 12 مارس 2024، 13:00 توقيت غرينيتش (15:00 بالتوقيت المحلي، ت ع م+2), في مقر الكاف في القاهرة، مصر. 
|  | ربع النهائي            | ربع النهائي            | ربع النهائي       | ربع النهائي |       |   | نصف النهائي   | نصف النهائي   | نصف النهائي | نصف النهائي |   |  | النهائي | النهائي | النهائي | النهائي |   |   |   |
|  |                        |                        |                   |             |       |   |               |               |             |             |   |  |         |         |         |         |   |   |   |
|  | الترجي (ج.)            | الترجي (ج.)            | 0                 | 0           | 0 (4) |   |               |               |             |             |   |  |         |         |         |         |   |   |   |
|  | أسيك ميموزا            | أسيك ميموزا            | 0                 | 0           | 0 (2) |   |               |               |             |             |   |  |         |         |         |         |   |   |   |
|  | أسيك ميموزا            | أسيك ميموزا            | 0                 | 0           | 0 (2) |   | الترجي        | الترجي        | 1           | 1           | 2 |  |         |         |         |         |   |   |   |
|  |                        |                        |                   |             |       |   | الترجي        | الترجي        | 1           | 1           | 2 |  |         |         |         |         |   |   |   |
|  |                        | ماميلودي صن داونز      | ماميلودي صن داونز | 0           | 0     | 0 |               |               |             |             |   |  |         |         |         |         |   |   |   |
|  | يانغ أفريكانز          | يانغ أفريكانز          | ماميلودي صن داونز | 0           | 0     | 0 | 0             | 0             | 0 (2)       |             |   |  |         |         |         |         |   |   |   |
|  | يانغ أفريكانز          | يانغ أفريكانز          |                   |             |       |   | 0             | 0             | 0 (2)       |             |   |  |         |         |         |         |   |   |   |
|  | ماميلودي صن داونز (ج.) | ماميلودي صن داونز (ج.) | 0                 | 0           | 0 (3) |   |               |               |             |             |   |  |         |         |         |         |   |   |   |
|  |                        |                        |                   |             |       |   |               |               |             |             |   |  |         |         | الترجي  | الترجي  | 0 | 0 | 0 |
|  |                        |                        | الأهلي            | الأهلي      | 0     | 1 | 1             |               |             |             |   |  |         |         |         |         |   |   |   |
|  | تي بي مازيمبي          | تي بي مازيمبي          | 0                 | 2           | 2     |   |               |               |             |             |   |  |         |         |         |         |   |   |   |
|  | بترو إتليتيكو          | بترو إتليتيكو          | 0                 | 1           | 1     |   |               |               |             |             |   |  |         |         |         |         |   |   |   |
|  | بترو إتليتيكو          | بترو إتليتيكو          | 0                 | 1           | 1     |   | تي بي مازيمبي | تي بي مازيمبي | 0           | 0           | 0 |  |         |         |         |         |   |   |   |
|  |                        |                        |                   |             |       |   | تي بي مازيمبي | تي بي مازيمبي | 0           | 0           | 0 |  |         |         |         |         |   |   |   |
|  |                        | الأهلي                 | الأهلي            | 0           | 3     | 3 |               |               |             |             |   |  |         |         |         |         |   |   |   |
|  | سيمبا                  | سيمبا                  | الأهلي            | 0           | 3     | 3 | 0             | 0             | 0           |             |   |  |         |         |         |         |   |   |   |
|  | سيمبا                  | سيمبا                  |                   |             |       |   | 0             | 0             | 0           |             |   |  |         |         |         |         |   |   |   |
|  | الأهلي                 | الأهلي                 | 1                 | 2           | 3     |   |               |               |             |             |   |  |         |         |         |         |   |   |   |

## ربع النهائي
أجريت قرعة الدور ربع النهائي في 12 مارس 2024.

### الملخص
أقيمت مباريات الذهاب يومي 29 و 30 مارس، وأقيمت مباريات الإياب يومي 5 و 6 أبريل 2024.

| الفريق الأول  | إجم.         | الفريق الثاني     | مباراة الذهاب | مباراة الإياب |
| ------------- | ------------ | ----------------- | ------------- | ------------- |
| سيمبا         | 0–3          | الأهلي            | 0–1           | 0–2           |
| تي بي مازيمبي | 2–1          | بترو إتليتيكو     | 0–0           | 2–1           |
| الترجي        | 0–0 (4–2 ج.) | أسيك ميموزا       | 0–0           | 0–0           |
| يانغ أفريكانز | 0–0 (2–3 ج.) | ماميلودي صن داونز | 0–0           | 0–0           |

### المباريات
| سيمبا | 0–1   | الأهلي    |
| ----- | ----- | --------- |
|       | تقرير | - 4' كوكا |

| الأهلي                              | 2–0   | سيمبا |
| ----------------------------------- | ----- | ----- |
| - السولية 47' - كهربا 90+9' (ركلة.) | تقرير |       |

فاز الأهلي 3–0 في مجموع المباراتين.
| تي بي مازيمبي | 0–0   | بترو إتليتيكو |
| ------------- | ----- | ------------- |
|               | تقرير |               |

| بترو إتليتيكو | 1–2   | تي بي مازيمبي              |
| ------------- | ----- | -------------------------- |
| - تورو 29'    | تقرير | - 82' كينزومبي - 90+6' بيا |

فاز تي بي مازيمبي 2–1 في مجموع المباراتين.
| الترجي | 0–0   | أسيك ميموزا |
| ------ | ----- | ----------- |
|        | تقرير |             |

| أسيك ميموزا                           | 0–0   | الترجي                          |
| ------------------------------------- | ----- | ------------------------------- |
|                                       | تقرير |                                 |
| ركلات الترجيح                         |       |                                 |
| - كاريديولا - كوفي - دياراسوبا - بوكو | 2–4   | - مرياح - بوشنيبة - تقا - توغاي |

فاز الترجي 4–2 بركلات الترجيح بعد التعادل 0–0 في مجموع المباراتين.
| يانغ أفريكانز | 0–0   | ماميلودي صن داونز |
| ------------- | ----- | ----------------- |
|               | تقرير |                   |

| ماميلودي صن داونز                 | 0–0   | يانغ أفريكانز                         |
| --------------------------------- | ----- | ------------------------------------- |
|                                   | تقرير |                                       |
| ركلات الترجيح                     |       |                                       |
| - أليندي - سيرينو - كوستا - مايما | 3–2   | - عزيز كي - أوكرا - جوب - غنادو - حمد |

فاز ماميلودي صن داونز 3–2 بركلات الترجيح بعد التعادل 0–0 في مجموع المباراتين.

## نصف النهائي
أجريت قرعة الدور نصف النهائي في 12 مارس 2024 (بعد قرعة ربع النهائي).

### الملخص
أقيمت مباريات الذهاب يوم 20 أبريل، وأقيمت مباريات الإياب يوم 26 أبريل 2024.

| الفريق الأول  | إجم. | الفريق الثاني     | مباراة الذهاب | مباراة الإياب |
| ------------- | ---- | ----------------- | ------------- | ------------- |
| الترجي        | 2–0  | ماميلودي صن داونز | 1–0           | 1–0           |
| تي بي مازيمبي | 0–3  | الأهلي            | 0–0           | 0–3           |

### المباريات
| الترجي    | 1–0   | ماميلودي صن داونز |
| --------- | ----- | ----------------- |
| - ساس 41' | تقرير |                   |

| ماميلودي صن داونز | 0–1   | الترجي        |
| ----------------- | ----- | ------------- |
|                   | تقرير | - 57' بوشنيبة |

فاز الترجي 2–0 في مجموع المباراتين.
| تي بي مازيمبي | 0–0   | الأهلي |
| ------------- | ----- | ------ |
|               | تقرير |        |

| الأهلي                                        | 3–0   | تي بي مازيمبي |
| --------------------------------------------- | ----- | ------------- |
| - عبد المنعم 68' - أبو علي 83' - توفيق 90+12' | تقرير |               |

فاز الأهلي 3–0 في مجموع المباراتين.

## النهائي
أقيمت مباراة الذهاب في 18 مايو، وأقيمت مباراة الإياب في 25 مايو 2024.
| الفريق الأول | إجم. | الفريق الثاني | مباراة الذهاب | مباراة الإياب |
| ------------ | ---- | ------------- | ------------- | ------------- |
| الترجي       | 0–1  | الأهلي        | 0–0           | 0–1           |

| الترجي | 0–0   | الأهلي |
| ------ | ----- | ------ |
|        | تقرير |        |

| الأهلي                    | 1–0   | الترجي |
| ------------------------- | ----- | ------ |
| - أهولو 4' (هدف في مرماه) | تقرير |        |

فاز الأهلي 1–0 في مجموع المباراتين.

## روابط خارجية
- CAFonline.com